# دوري كرة القدم الإنجليزي 1928–29
دوري كرة القدم الإنجليزي 1928–29 هو موسم من دوري كرة القدم الإنجليزي. أقيم خلال الفترة 25 أغسطس 1928 وحتى 4 مايو 1929، وفاز فيه شيفيلد وينزداي.